# دروازه کوروش
کوروش بزرگ بنیانگذار حکومت هخامنشی، فرمان ساخت دروازه پردیس پارسه را صادر کرده و این دروازه باشکوه در دوره فرزندش کمبوجیه به بهره‌برداری رسیده است.

## پژوهش‌ها
هیئت مشترک ایرانی ایتالیایی پس از ۱۰ سال و در آخرین فصل از کاوش‌های باستان‌شناسی، در سال ۱۳۹۹ موفق شدند اثبات کنند کورش بنیانگذار حکومت هخامنشی، فرمان ساخت دروازه پردیس پارسه را صادر کرده و این دروازه باشکوه در دوره فرزندش کمبوجیه به بهره‌برداری رسیده است.
هیئت باستان‌شناسی مشترک ایرانی ـ ایتالیایی به سرپرستی مشترک پی یر فرانچسکو کالیری از دانشگاه بولونیا و علیرضا عسکری چاوردی از دانشگاه شیراز از سال ۱۳۹۰ تا ۱۳۹۹ طی ۱۰ فصل کاوش باستان‌شناسی مجموعه اسناد و مدارک گسترده باستان‌شناسی از این محوطه کشف کردند.

## محل دروازه
دروازه کشف‌شده در محوطه تل آجری واقع در سه کیلومتری شمال غرب تختگاه تخت جمشید قرار دارد. این دروازه بنایی به ابعاد ۳۰ در ۴۰ متر به ارتفاع تقریبی ۱۲متر بوده است. بنا دارای کریدوری در مرکز بوده که آن را اتاقی مستطیل‌شکل به ابعاد ۸ در ۱۲ متر تشکیل می‌داده است و در دورن این اتاق مرکزی چهار صندلی نشیمن وجود داشته است. راهروی مرکزی از دو طرف به سوی پردیس هخامنشی باز می‌شده است.

## ساختار
این دروازه از مواد و مصالح خشت و آجر بنا شده است و سرتاسر نمای داخلی و بیرونی آن مزین به آجرهای رنگین بوده است. بخش پایین و ازاره دیوارها مزین به گل‌های لوتوس، بدنه و نمای دیوارها مزین به انواع پنل‌های رنگین از حیوانات اسطوره‌ای، نمادها و سمبل‌های اعتقادی ایران باستان، هخامنشیان، عیلامیان و اهالی بین‌النهرین بوده است؛ مهم‌تر این‌که در اتاق مرکزی کتیبه‌هایی به خط و نگارش بابلی و عیلامی وجود داشته است.
علیرضا عسکری چاوردی، باستان‌شناس و سرپرست ایرانی هیئت کاوش تل آجری پارسه، گفت: مجموع اسناد نگارشی، مواد و مصالح ساخت بنا، موتیف‌های به‌کار رفته در تزئین نمای بنا، تاریخ‌گذاری کربن ۱۴ و جنبه‌های تقدس و تشرف به این دروازه نشان می‌دهد این بنا پس از سال ۵۳۹ قبل از میلاد و به افتخار فتح بابل به دستور کورش بزرگ ساخته شده است.
استاد دانشگاه شیراز افزود: فرزند کورش بزرگ همزمان با حکومت پدر در شهر بابل به مدت هشت سال فرمانروا بود و در سال ۵۲۹ قبل از میلاد به پادشاهی ایران رسید.